# Langues en Turquie
Cet article traite des langues dans la république de Turquie à partir de 1923.

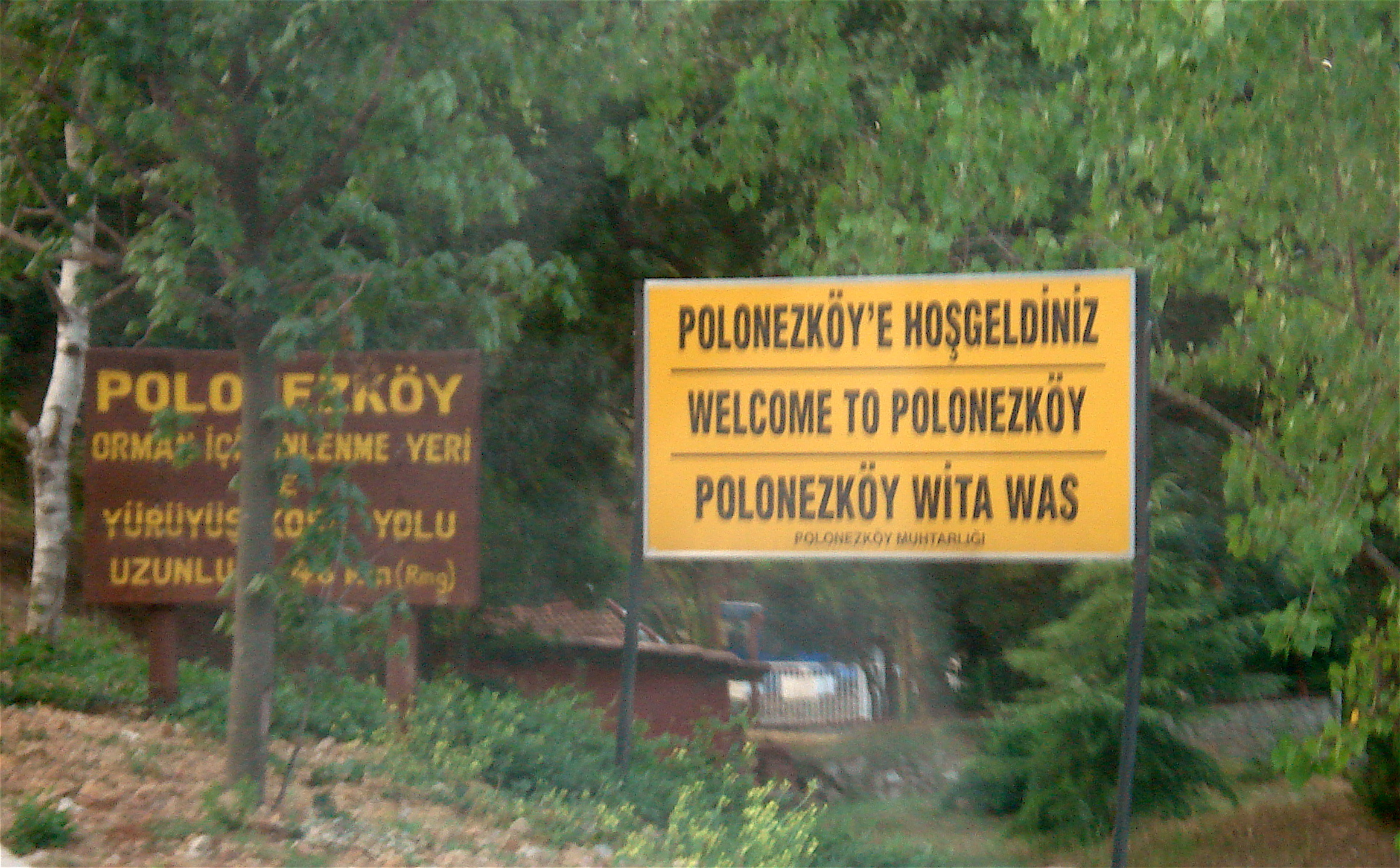
Panneau trilingue (turc, anglais et polonais) à l'entrée du village de Polonezköy, près d'Istanbul

La langue officielle de la Turquie est le turc. Son statut est défini par l'article 3 de la constitution turque de 1982 :
« L’État turc, son territoire et sa nation sont unis et indivisibles. Sa langue est le turc. »
— Constitution turque de 1982, Article 3
De nombreuses autres langues existent pourtant sur l'actuel territoire de la république de Turquie, comme le kurde.
D'après le Traité de Lausanne les langues minoritaires officiellement reconnues sont l'arménien, le grec, l'hébreu et le bulgare,,,.
Alors que le turc s'écrit en Turquie avec l'alphabet latin, aucun autre pays frontalier n'utilise cet alphabet comme système d'écriture et qui présentent de surcroît une grande diversité : l'alphabet géorgien en Géorgie, l'alphabet arménien en Arménie, l'alphabet azéri en Azerbaïdjan, l'alphabet perso-arabe en Iran, l'alphabet arabe en Irak et en Syrie (alphabet kurde pour les régions kurdes frontalières), l'alphabet grec en Grèce et l'alphabet cyrillique en Bulgarie.

## Évolutions historique des aires et du statut des langues

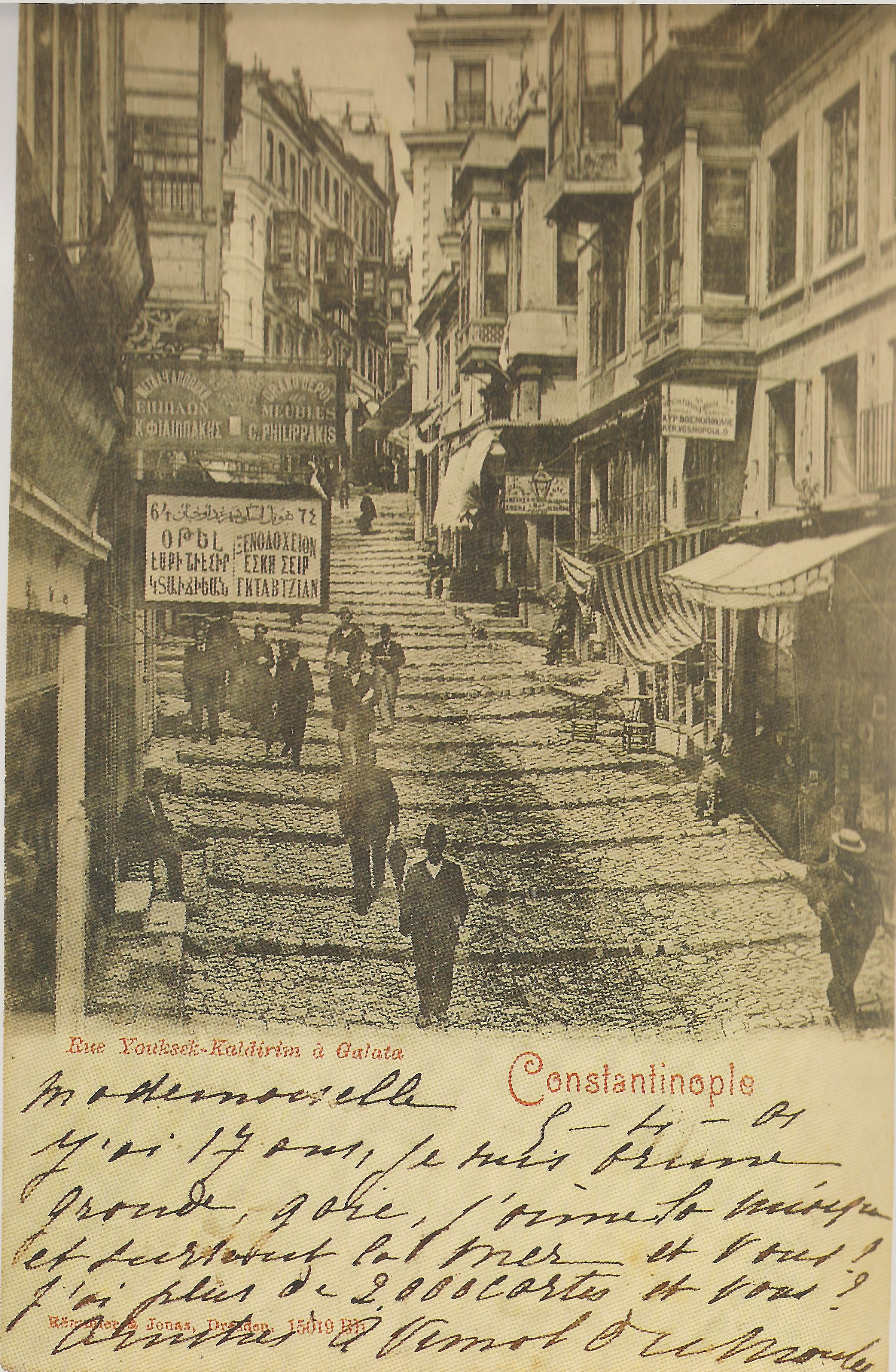
Carte postale de la rue Youksek-Kalidrim à Galata, Constantinople (Istanbul) en 1901 avec des panneaux en turc ottoman (script arabe), grec, arménien et français

## Caractéristiques des langues parlées aujourd'hui en Turquie
On liste 37 langues différentes en Turquie, dont une qui est éteinte (le oubykh), avec des dialectes dans presque chaque province.

### Turc
Le turc est la langue officielle de la Turquie, son caractère particulier est garanti par l'article 3 de la Constitution turque, de 1982. Il est parlé sur tout le territoire, et par près de 72 millions de personnes, c'est-à-dire la quasi-totalité de la population. Son autre nom est l'anatolien. Cette langue fait partie de la famille des langues altaïques. Elle s'écrit en alphabet latin.

### Kurde
Le kurde est la deuxième langue la plus parlée de Turquie avec plus de 8 millions de locuteurs (2014), et sur tout le territoire, même si l'Est est plus concerné, puisque c'est dans cette région que les Kurdes vivent essentiellement. Son autre nom est le kurdî ou encore le kurmandji. Cette langue relève du groupe des langues indo-européennes. Elle s'écrit en alphabet latin.

### Azéri
L'azéri, une langue turque parlée en Azerbaïdjan et qui fait partie de l'hypothétique famille des langues altaïques, est surtout présent dans les provinces de Kars et d'Iğdır, dans la région de l'Anatolie orientale donc proche de l’Azerbaïdjan. On compte en 2014 plus de 500 000 locuteurs en Turquie. Son autre nom est l'azerbaïdjanais. Elle s'écrit en alphabet latin.

### Arabe
L'arabe fait partie de la famille des langues afro-asiatiques, avec plus de 720 000 locuteurs en 2014 en Turquie, principalement près de la frontière avec les pays du Moyen-Orient, et dans des provinces comme Mardin, Siirt, Batman ou encore Şanlıurfa. Elle s'écrit en alphabet arabe.
Avec la guerre civile syrienne en cours depuis 2011 et l'arrivée massive de personnes fuyant celle-ci, la population arabophone en Turquie croit fortement. Une estimation de 2016 place à 2,6 millions le nombre de réfugiés arabes en Turquie et le nombre total d'arabophone est estimé entre 3,6 et 5 millions.

### Grec
Le grec est une langue de la famille des langues indo-européennes, et s'écrit en alphabet grec. Elle compte encore plus de 3 500 locuteurs en 2014 en Turquie, surtout dans les provinces d'Istanbul mais aussi dans l'ile d'Imbros (Gökçeada) à Çanakkale et d'Izmir, près de la Grèce.

### Arménien
L'arménien est une langue indo-européenne, et s'écrit en alphabet arménien. Elle concerne plus de 40 000 interlocuteurs (2014) en Turquie, principalement dans la province d'Istanbul mais aussi dans une moindre mesure dans des provinces plus proches de l'Arménie comme Kars.
La version de l'arménien parlé en Turquie est l'arménien occidental. Mais l'arménien occidental est parlé par seulement un petit pourcentage des Arméniens en Turquie, avec 18 % parmi la population générale et 8 % chez les jeunes. Il est défini par l'UNESCO comme étant l'une des langues en danger parlées en Turquie.

### Zazaki
Le zazaki est une langue indo-européenne parlée par les Zazas, principalement dans les provinces de Tunceli, d'Elâzığ et de Diyarbakır. Elle concerne plus de 1,5 million de locuteurs en 1998 en Turquie. Son autre nom est le dimli. Cette langue s'écrit en alphabet latin.